# Susan Murphy
Pour les articles homonymes, voir Murphy.
Susan Allbritton Murphy (née le 16 avril 1958) est une statisticienne américaine, connue pour son application des méthodes statistiques aux essais cliniques de traitements pour des conditions médicales chroniques et récurrentes. Elle est professeure de statistiques à l'université Harvard depuis 2017. 

## Biographie et carrière
Susan Murphy a grandi dans les régions rurales de la Louisiane et est « une joueuse de hockey sérieuse ». Elle obtient son diplôme de sciences à l'université d'État de Louisiane en 1980, et prépare un doctorat qu'elle obtient en 1989 à l'université de Caroline du Nord. 
Elle est professeure adjointe puis professeure associée de statistiques à l'université d'État de Pennsylvanie de 1989 à 1997, puis elle rejoint l'université du Michigan, d'abord comme professeure associée puis comme professeure titulaire de statistique en 1998. Elle est professeure de statistique à l'université Harvard depuis l'automne 2017. Elle est également directrice de recherche au Methodology Center, à l'université d'État de Pennsylvanie et professeure d'informatique à la Harvard John A. Paulson School of Engineering and Applied Sciences et Radcliffe Alumnae Professor au Radcliffe Institute, de l'université Harvard. 
Elle développe « de nouvelles méthodologies pour évaluer les traitements des personnes aux prises avec des troubles chroniques ou récidivants ».

## Prix et distinctions
Elle obtient une bourse MacArthur en 2013 et donne la conférence Bradley à l'université de Géorgie en 2015. Elle est élue à l'Académie nationale des sciences en 2016. Elle est conférencière Fisher en 2018 et elle est élue présidente de l'Institut des sciences mathématiques en 2018. 
En 2019 elle reçoit la médaille Guy d'argent décernée par la Royal Statistical Society. En 2021 elle reçoit le prix Van Wijngaarden.
Elle est membre de la Société américaine de statistique et de l'Institut de statistique mathématique.